# Akihiro Endo
Akihiro Endo (født 18. september 1975) er en japansk fodboldspiller. Han var en del af den japanske trup ved Sommer-OL 1996.